# Cer
Cer (chemická značka Ce, latinsky Cerium) je šedavě bílý, vnitřně přechodný kovový prvek, druhý člen skupiny lanthanoidů. Hlavní uplatnění nalézá v metalurgickém průmyslu při výrobě speciálních slitin a nebo jejich deoxidaci, je složkou některých skel a průmyslových katalyzátorů.

## Základní fyzikálně-chemické vlastnosti
Cer vzhledově připomíná železo, je to šedavě bílý přechodný kov, který je však značně měkký a snadno tvárný.
Chemicky je cer značně reaktivním prvkem, po europiu nejreaktivnějším lanthanoidem. Za mírně zvýšené teploty (kolem 80 °C) reaguje se vzdušným kyslíkem (hoří) za vzniku velmi stabilního oxidu ceričitého CeO2.
Ce + O2 → CeO2
S vodou reaguje cer za vzniku plynného vodíku, snadno se rozpouští v běžných minerálních kyselinách.
2 Ce + 6 H2O → 2 Ce(OH)3 + 3 H2
Vytváří cerité sloučeniny (oxidační stav III), a jako jediný lanthanoid, i stabilní sloučeniny v oxidačním stavu IV. Cerité soli jsou obvykle bílé, ceričité sloučeniny mají barvu žlutou až oranžovou.
Objevili jej současně roku 1803 švédský chemik Jöns Jacob Berzelius a Wilhelm Hisinger a zároveň v Německu Martin Heinrich Klaproth.

## Výskyt avýroba
Cer je v zemské kůře nejvíce zastoupeným prvkem ze skupiny lanthanoidů – vyskytuje se zde v koncentraci asi 46–60 mg/kg. V mořské vodě je jeho koncentrace kolem 0,0004 mg/l. Ve vesmíru připadá jeden atom ceru na 30 miliard atomů vodíku.
V přírodě se cer vyskytuje pouze ve formě sloučenin. Neexistují však ani minerály, v nichž by se některé lanthanoidy (prvky vzácných zemin) vyskytovaly samostatně, ale vždy se jedná o minerály směsné, které obsahují prakticky všechny prvky této skupiny. Mezi nejznámější patří monazity (Ce,La,Th,Nd,Y)PO4 a xenotim, chemicky fosforečnany lanthanoidů a dále bastnäsity (Ce,La,Y)CO3F – směsné flourouhličitany prvků vzácných zemin.
Velká ložiska těchto rud se nalézají ve Skandinávii, USA, Číně a Vietnamu. Významným zdrojem jsou i fosfátové suroviny – apatity z poloostrova Kola v Rusku
Při průmyslové výrobě prvků vzácných zemin se jejich rudy nejprve louží směsí kyseliny sírové a chlorovodíkové a ze vzniklého roztoku solí se přídavkem hydroxidu sodného vysráží hydroxidy.
K separaci ceru od zbylých lanthanoidů se obvykle využívá skutečnosti, že hydroxid ceričitý Ce(OH)4 podléhá hydrolýze již v relativně kyselých roztocích (kolem pH = 2). Směs lanthanoidů se proto nejprve oxiduje působením manganistanu draselného KMnO4, který převede veškerý cer do mocenství Ce4+ a postupnou neutralizací kyselého roztoku se vysráží prakticky čistý nerozpustný hydroxid ceričitý.
Kovový cer se obvykle vyrábí elektrolýzou taveniny směsi chloridu ceritého CeCl3 a chloridu sodného NaCl v grafitové nádobě. Cer se přitom vylučuje na grafitové katodě, zatímco na anodě dochází k uvolňování plynného chloru.

## Použití asloučeniny

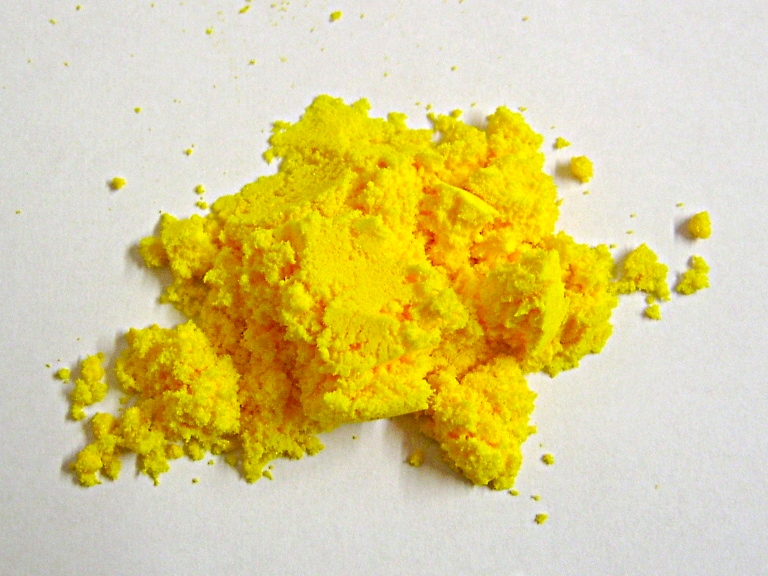
Síran ceričitý

Vzhledem k vysokému zastoupení ceru v rudách vzácných zemin je tohoto prvku na trhu relativně nadbytek, protože vzniká částečně jako přebytek při výrobě vysoce žádaných lanthanoidů – především europia nebo samaria.
Základní průmyslové využití nalézá cer v metalurgii.
- Jeho vysoká afinita ke kyslíku a síře se uplatní při odkysličování a desulfuraci vyráběných kovů a slitin.
- Oceli nebo litina s obsahem malých množství ceru vykazují vyšší tvárnost a kujnost a mají vyšší mechanickou odolnost proti nárazu.[2]
- Přídavek ceru do slitin na bázi hořčíku a hliníku zlepšuje jejich odolnost proti teplotním změnám a usnadňuje odlévání složitějších výrobků.
- Slitina s wolframem slouží pro výrobu elektrod pro svařování a řezání kovů elektrickým obloukem. Obloukové lampy, sloužící především jako světelné zdroje při natáčení filmů, mívají často elektrody ze slitin s obsahem ceru a lanthanu.

Významné uplatnění nalézají sloučeniny ceru (především oxid ceričitý CeO2) ve sklářském průmyslu. Jejich přídavek do skloviny slouží hlavně k odbarvování vyrobeného skla a snižuje jeho propustnost pro ultrafialové záření.
Katalyzátory s obsahem ceru se používají i v petrochemii při krakování ropy.
Brusné a lešticí práškové materiály, používané při výrobě optických součástek (přesné čočky, zrcadla do dalekohledů, …), obsahují často významný podíl sloučenin ceru.
Soli čtyřmocného ceru jsou silná oxidační činidla a především síran ceričitý (Ce(SO4)2) je často používán v analytické chemii pro oxidaci analyzované látky v redoxních titracích. Stejně tak nalézá uplatnění v preparativní chemii při oxidační syntéze látek.